# 小行星7163
小行星7163（7163 Barenboim）是一颗绕太阳运转的小行星，为主小行星带小行星。该小行星于1984年2月19日发现。

## 轨道参数
小行星7163的轨道半长轴为341 030 449 km，2.2796153 UA，离心率为0.187。